# Saltator grandis
El pepitero ventricanelo, pepitero grisáceo norteño, saltador ventricanelo o saltador gris mesoamericano (Saltator grandis), también denominado dichosofuí, es una especie de ave paseriforme de la familia Thraupidae perteneciente al  numeroso género Saltator, anteriormente considerada un grupo de subespecies de Saltator coerulescens. Es nativo de México y de América Central.

## Distribución y hábitat
Se distribuye desde el norte de México, por ambas pendientes, tanto del Pacífico como del Golfo y caribeña, por Belice, Guatemala, Honduras, El Salvador, Nicaragua, Costa Rica, hasta el extremo oeste de Panamá.
Habita en una amplia variedad de ambientes, que van desde vegetación seca, caducifolia o semi-caducifolia a selvas húmedas, donde generalmente ocurre en los bordes o en orillas de ríos de vegetación densa, y en áreas similares en bosques degradados o alterados por el hombre, como plantaciones, jardines y parques urbanos. Desde el nivel del mar hasta los 2000 m de altitud, pero solo localmente en algunos puntos.

## Sistemática

### Descripción original
La especie S. grandis fue descrita por primera vez por Wilhelm Deppe en 1830 bajo el nombre científico Tanagra grandis; su localidad tipo es: «México, restringido para Jalapa, Veracruz».

### Etimología
El nombre genérico masculino «Saltator» proviene del latín «saltator, saltatoris» que significa ‘bailarín’; y el nombre de la especie «grandis» en latín  significa ‘grande’.

### Taxonomía
La presente especie fue tradicionalmente tratada como un grupo de subespecies del ampliamente diseminado  Saltator coerulescens, pero fue separado como especie plena con base en evidencias genéticas presentadas por Chaves et al. (2013) y significativas diferencias de vocalización y a pesar de las pocas diferencias morfológicas existentes. La separación fue aprobada en la Propuesta N° 879 al Comité de Clasificación de Sudamérica (SACC).

### Subespecies
Según las clasificaciones del Congreso Ornitológico Internacional (IOC) y Clements Checklist/eBird v.2019 se reconocen seis subespecies, con su correspondiente distribución geográfica:
- Saltator coerulescens vigorsii G.R. Gray, 1844 – noroeste de México (sur de Sonora, Sinaloa, oeste de Durango, Nayarit, y costa sur de Jalisco).
- Saltator coerulescens plumbiceps Baird, 1867 – oeste de México, desde el centro de la costa de Jalisco hasta el oeste de Oaxaca.
- Saltator coerulescens grandis (Deppe), 1830 – desde el sur de Tamaulipas, en el noreste de México, hasta el centro de Costa Rica.
- Saltator coerulescens yucatanensis Berlepsch, 1912 –  Península de Yucatán hasta el este de Tabasco y noreste de Chiapas.
- Saltator coerulescens hesperis Griscom, 1930 – desde el sur de México (Chiapas y este de Oaxaca) hasta el oeste de Nicaragua.
- Saltator coerulescens brevicaudus van Rossem, 1931 – Golfo de Nicoya en el oeste de Costa Rica.